# Valeria (Iowa)
Valeria – miasto w Stanach Zjednoczonych, w stanie Iowa, w hrabstwie Jasper. W 2000 roku liczyło 62 mieszkańców.